# THE FIRM ザ・ファーム 法律事務所
『THE FIRM ザ・ファーム 法律事務所』（ザ・ファーム ほうりつじむしょ、原題：The Firm）は、アメリカ合衆国・カナダ共同製作のテレビドラマ。2012年に放送された。小説版・映画版の10年後を描いた続編。

## 登場人物
ミッチ・マクディーア
演：ジョシュ・ルーカス、吹替：内田夕夜
主人公。弁護士。
アビー・マクディーア
演：モリー・パーカー、吹替：加藤優子
ミッチの妻。
レイ・マクディーア
演：カラム・キース・レニー、吹替：松本大
ミッチの兄。
タミー・ヘンフィル
演：ジュリエット・ルイス、吹替：小島幸子

アンドリュー・パーマー
演：ショーン・マジャンダー、吹替：松本忍
ミッチの弁護士仲間にして友人。
アレックス・クラーク
演：トリシア・ヘルファー、吹替：福脇慶子
クレア・マクディーア
演：ナターシャ・カリス、吹替：下山田綾華
ミッチとアビーの娘。

## スタッフ
- 原作&製作総指揮 - ジョン・グリシャム
- 製作総指揮 - ルーカス・ライター、ノリーン・ハルバーン

## エピソードリスト
| 各話 | 邦題               | 原題               | 放送日        |
| ---- | ------------------ | ------------------ | ------------- |
| 1-2  | 危機、再び         | Pilot/Chapter Two  | 2012年1月8日  |
| 3    | 自白の行方         | Chapter Three      | 2012年1月12日 |
| 4    | つきまとう影       | Chapter Four       | 2012年1月19日 |
| 5    | 危険すぎる賭け     | Chapter Five       | 2012年1月26日 |
| 6    | 裁判官からのサイン | Chapter Six        | 2012年2月2日  |
| 7    | 兄と弟             | Chapter Seven      | 2012年2月9日  |
| 8    | 虚構のシナリオ     | Chapter Eight      | 2012年2月16日 |
| 9    | 息子への銃弾       | Chapter Nine       | 2012年2月23日 |
| 10   | 乳児誘拐事件       | Chapter Ten        | 2012年3月10日 |
| 11   | ある死刑囚の最期   | Chapter Eleven     | 2012年3月24日 |
| 12   | 見え始めた陰謀     | Chapter Twelve     | 2012年3月31日 |
| 13   | 闇の中心へ         | Chapter Thirteen   | 2012年4月14日 |
| 14   | 追求の代償         | Chapter Fourteen   | 2012年4月21日 |
| 15   | 終わらぬ攻防       | Chapter Fifteen    | 2012年4月28日 |
| 16   | 堕ちた救済者       | Chapter Sixteen    | 2012年5月5日  |
| 17   | 家族の距離         | Chapter Seventeen  | 2012年5月12日 |
| 18   | 天才と呼ばれた男   | Chapter Eighteen   | 2012年5月19日 |
| 19   | 招かれざる依頼人   | Chapter Nineteen   | 2012年5月26日 |
| 20   | それぞれの流儀     | Chapter Twenty     | 2012年6月9日  |
| 21   | 残された道         | Chapter Twenty-One | 2012年6月16日 |
| 22   | ひとつになって     | Chapter Twenty-Two | 2012年6月30日 |